# Doom metal
Pour les articles homonymes, voir Doom (homonymie).
Genres dérivés
Death-doom, drone, funeral doom, sludge-doom, stoner-doom
Le doom metal est un genre musical fortement influencé par les premières chansons de Black Sabbath, ce dernier ayant lancé les prémices du doom metal avec des chansons telles que Black Sabbath, Electric Funeral et Into the Void au cours de la première moitié des années 1970, et un certain nombre de groupes apparus en Angleterre (Pagan Altar, Witchfinder General), aux États-Unis (Pentagram, Saint Vitus, Trouble) et en Suède (Candlemass, Count Raven) ont aidé à définir le doom metal.
À une époque où le thrash metal dominait la scène metal underground, le doom metal se distingue par des tempos plus lents, des accordages de guitares plus graves et des sons plus lourds et plus épais, la musique et les paroles évoquent un sentiment de désespoir, de peur et l'annonce d'un malheur imminent. Malgré le manque de popularité, le style va donner naissance à des sous-genres proche du style notamment le metal gothique, le sludge metal et le death-doom.

## Caractéristiques
Le doom metal est dominé par une instrumentation typique du heavy metal, à savoir la guitare électrique, la guitare basse, la batterie ainsi que dans certaines formations le synthétiseur (surtout l'orgue numérique). Le doom metal est notamment influencé en grande majorité par les premières années de Black Sabbath, groupe à la réputation malsaine à ses débuts notamment à travers ses textes désespérés mais en particulier pour ses riffs lourds de guitares avec l'emploi du triton et de fortes distorsions (les albums Black Sabbath, Paranoid et Master of Reality restent des influences majeures pour le doom metal).
Les caractéristiques générales du doom metal se définissent avant tout par une musique lente et lourde tintée d’éléments mélancoliques, psychédéliques et par un son sale aussi bien dans son instrumentation que dans sa qualité sonore parfois médiocre. Le registre instrumental est généralement assez grave afin de donner une impression de lourdeur et créer une ambiance pesante en rapport aux textes souvent désespérés, et l'utilisation du mode mineur est de rigueur pour y parfaire (voir l'utilisation de l'atonalité dans certains groupes). Le son des guitares est généralement très saturé, l'utilisation d'effets comme le fuzz ou la wah-wah sont très répandus. Le but recherché est donc la lourdeur et la puissance.
Les caractéristiques vocales sont des techniques de chant clair empruntées au hard rock et au heavy metal, avec une prédilection pour un timbre nasillard (hérité principalement de Ozzy Osbourne et Burke Shelley). Cependant il ne s'agit pas d'une règle et de nombreux groupes, notamment amalgamés à d'autres genres depuis les années 1990, usent de techniques allant du grognement (grunt-death metal) au hurlement.

## Histoire

### Racines du mouvement

Tony Iommi de Black Sabbath.

Les racines du doom metal sont diverses selon les pays et les époques. Elles se situent surtout dans le heavy blues (Cream, Blue Cheer), le heavy rock (Sir Lord Baltimore, Budgie), le proto-doom (Toad, Night Sun) et le heavy rock psychédélique (Iron Butterfly, Vanilla Fudge) des années 1960 et 1970. Mais l'histoire montre que Black Sabbath reste l'influence principale de la majorité des groupes de doom metal, plus particulièrement leurs trois premiers albums (Black Sabbath, Paranoid et Master of Reality).
Dans les années 1980, après la déferlante NWOBHM et l'essor d'un heavy metal de plus en plus speed, des groupes tels que Saint Vitus, Trouble puis Candlemass choisissent le retour aux sources de la musique heavy avec un son plus lourd et massif, sans renier les apports plus récents, et accèdent à une certaine notoriété dans les circuits underground auprès d'un public metal moins demandeur de rapidité et désireux de réentendre une musique à la fois mélodique et puissante. En 1986, le groupe Candlemass sort son premier album nommé Epicus Doomicus Metallicus, popularisant ainsi le terme « doom metal » auprès du public et le fidélisant pour la première fois autour de cette étiquette.
Au début des années 1990, à la suite de formations doom metal plus extrêmes comme Death Mask et Dream Death, le groupe britannique Cathedral se pose en précurseur d'une hybridation doom metal/death metal avant d'opter pour une tendance stoner metal. Le label discographique allemand Hellhound Records, actif de la fin des années 1980 jusqu'à la seconde moitié des années 1990 est d'une importance capitale dans le développement du doom metal. Des groupes majeurs se font enfin connaître internationalement et peuvent dès lors jouir d'une relative exposition dans la presse spécialisée grâce à une distribution plus large de leurs albums. C'est le cas de Saint Vitus, Count Raven, The Obsessed, Revelation, Unorthodox, Iron Man, Blood Farmers ou encore Internal Void.

### Diversification
Tout à la fin des années 1980, plusieurs groupes (Winter, Necro Schizma, Disembowelment et une partie du death metal néerlandais) commencent à utiliser les ambiances lourdes du doom metal avec le style vocal et la musicalité du death metal, sous-genre alors tout juste naissant. Les trois groupes phare de ce mouvement, baptisé death-doom, sont les trois groupes britanniques Paradise Lost, My Dying Bride et Anathema. Ces groupes usent alors d'une esthétique et de thématiques gothiques, s'éloignant à la fois du death metal de leurs débuts et de leurs influences doom metal. Ce courant sera largement vulgarisé par des groupes comme Novembers Doom, Saturnus, Morgion ou Katatonia.
Au fil des années 1990 l'essor du death/doom popularise le sous-genre au sein du heavy metal et une vague de groupes apparaît progressivement avec la médiatisation grandissante. Parallèlement à cette mode, d'autres courants combinant d'autres sous-genres au doom metal font leur apparition dans l'underground : le sludge doom (hybride de punk hardcore et doom metal, avec des groupes tels que Crowbar et Iron Monkey), le funeral (forme plus atmosphérique du death-doom, avec des groupes tels que Thergothon et Skepticism), le stoner doom (hybride de stoner rock et doom metal, avec des groupes tels que Acrimony et Sleep), le drone doom (musique expérimentale mettant l'accent sur la lourdeur, avec des groupes comme Earth et Sunn O)))), ainsi que des formes de black metal plus lentes associés populairement au death-doom (des groupes tels que Deinonychus ou Tristitia) ou au folk metal (avec le groupe tchèque Silent Stream of Godless Elegy).
Actuellement, le style de doom metal originel est appelé doom traditionnel, il est communément admis qu'il regroupe aussi en son sein le doom dit épique, popularisé notamment par Candlemass dès leur deuxième album, Solitude Aeturnus, Solstice ou encore Forsaken (faisant un pont direct entre doom, heavy metal et power metal). S'il est resté relativement confidentiel dans les années 1990 malgré des groupes actifs comme Count Raven, Penance, Mirror of Deception et la vague du Maryland, il connut un renouveau dans les années 2000 grâce à quelques groupes comme Reverend Bizarre, The Gates of Slumber et Warning, au moment où le death-doom commençait à s'essouffler et que les deux courants sludge et drone gagnaient en popularité.

## Sous-genres
Au fil de son développement, le mouvement doom metal donne naissance à plusieurs sous-genres, dont le drone doom, l'epic doom, le sludge doom, et le stoner doom.

### Avantgarde doom
L'avantgarde doom est un sous-genre qui rassemble des groupes de doom metal aux styles indéfinissables, atypiques et expérimentaux, avec des petites touches artistiques. Quelques exemples sont Esoteric et Unholy. L'avantgarde doom peut aussi inclure des groupes de metal avant-gardiste qui ne sont pas doom metal au sens strict du terme, mais qui ont des connexions et/ou des influences depuis/vers le doom metal. Ces groupes peuvent aussi être classés en tant que sludge atmosphérique ou sludge mélodique. Mais la plupart des groupes de ce sous-genre ont évolué vers ce qui est décrit comme du post-metal, qui est largement influencé par le son de l'avantgarde doom et du sludge doom.

### Black-doom
Le black-doom est une combinaison des éléments du black metal et du doom metal,. Comme dans le funeral doom, les thèmes tournent souvent autour de la nature, de la mélancolie, de la tristesse ou encore de la dépression. La musique est caractérisée par l'utilisation de cris propres au black metal, des riffs de black metal ou de doom metal soumis à une distorsion, ainsi que des riffs de guitare clean. Les groupes généralement cités en exemple sont Barathrum, Forgotten Tomb, Woods of Ypres, et Katatonia à leurs débuts. D'autres groupes de black metal expérimental comme Agalloch sont arrivés à un style similaire. Il semblerait que ce sous-genre du doom metal soit apparu à la fin des années 1990.

### Death-doom
Le death-doom (ou doom-death) est un mélange des éléments du death metal, en particulier le grunt associé avec le genre, et de la lenteur du doom metal. Principalement influencé par les premières chansons de Hellhammer/Celtic Frost, le style émerge à la fin des années 1980, et gagne une certaine popularité durant les années 1990. Le death-doom est également lancé par des groupes comme Winter, Disembowelment, Paradise Lost, Autopsy, Anathema et My Dying Bride.

### Doom traditionnel
Influencé par le heavy metal traditionnel des années 1970 et 1980, le doom traditionnel est le doom metal dans sa forme la plus pure, basée sur des riffs fortement influencés par Black Sabbath ainsi que le NWOBHM. Quatre vagues ont été jusque-là reconnues dans l'histoire du doom traditionnel. La première commença avec les initiateurs du genre, les groupes proto-doom Black Sabbath et Pentagram. La seconde vague apparut au milieu des années 1980 avec Saint Vitus, Trouble, Witchfinder General, Pagan Altar, The Obsessed et Candlemass. La troisième vague commença avec le succès du premier album de Cathedral, Forest of Equilibrium. La quatrième vague inclut Orodruin, Reverend Bizarre, Witchcraft et Bloody Hammers.

### Drone doom

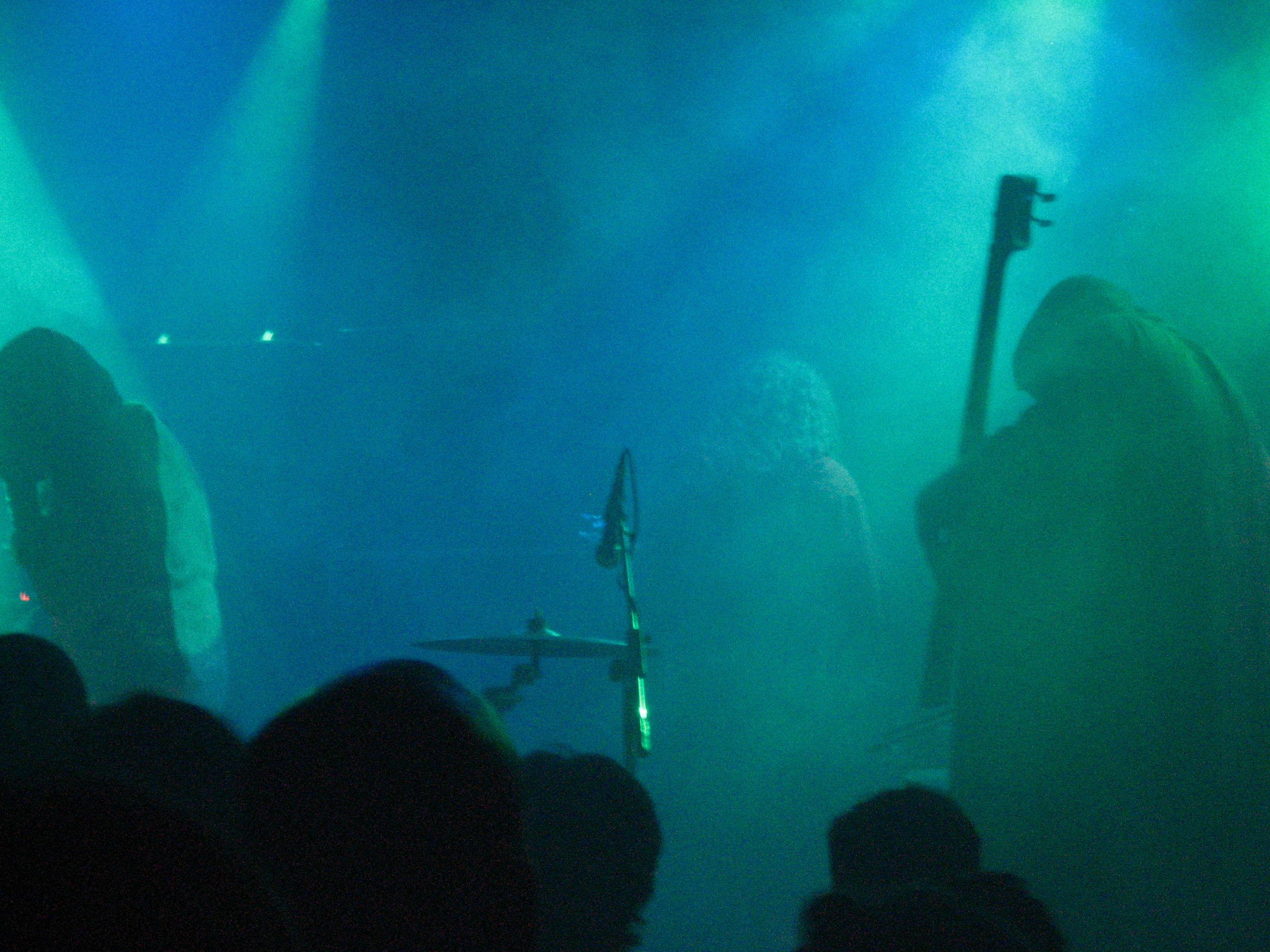
Sunn O))) live.

Le drone doom est un sous-genre musical du doom metal nommé d'après la technique musicale du bourdon (drone en anglais). Le sous-genre n'est souvent composée que de guitares et de basses graves et distordues, généralement accompagnées de beaucoup de réverbération appliquée au mixage final. Les thèmes clairs (mélodiques) sont rares dans ce style. Les morceaux sont généralement longs avec une durée moyenne entre dix minutes et une demi-heure. Le chant et la batterie sont souvent absents, et la musique manque souvent de rythme au sens traditionnel. Comme dans le funeral doom, le drone doom met généralement l'accent sur le désespoir et le vide, bien que des thèmes cryptiques et apocalyptiques soient aussi fréquents. Le genre est généralement influencé par le bourdon, la musique bruitiste, et la musique minimaliste. Le style émerge au début des années 1990, et les groupes Earth, Boris et Sunn O))) en sont les principaux contributeurs.

### Epic doom
L'epic doom, ou doom épique, est comparable au doom traditionnel, avec de plus fortes influences médiévales et/ou fantastiques dans les paroles. Celles-ci sont chantées d'une manière beaucoup plus narrative, épique, et parfois même théâtrale. Le doom épique est inspiré principalement du metal traditionnel comme Manowar et Iron Maiden, ainsi que par Black Sabbath. Les groupes les plus influents jouant de ce style sont Candlemass et Solitude Aeturnus. Un certain nombre de groupes qui ont adopté ce style vers la fin des années 1990 étaient originaires de la région du Yorkshire de l'Ouest, en Angleterre.

### Funeral doom
Le funeral doom est un style qui pousse la lenteur du doom metal à l'extrême et met l'accent sur une atmosphère de désespoir et de vide. Ce style peut être vu comme un départ du death-doom, ralentissant la musique encore plus, et incorporant fréquemment des influences de la musique ambiante, en créant un son qui est distordu et apeurant, mais souvent aussi rêveur. Les paroles sont généralement growlées, beaucoup plus effacées par les instruments que dans les autres styles et plutôt utilisées comme une texture additionnelle. On peut citer en exemple Mournful Congregation, Esoteric, Evoken, Funeral, Thergothon, Skepticism, Abyssal et Corrupted.

### Sludge doom
Combinant les riffs lents et le pessimisme du doom metal avec l'approche directe et les cris du punk hardcore, le sludge doom est aux frontières du doom metal et du punk hardcore. Bien que les premiers groupes de sludge eurent plus l'apparence de groupes de stoner rock, ils n'avaient pas le regard  positif sur la vie du stoner rock. Ils chantaient des textes typiquement centrés sur la misère, la haine et le nihilisme. Ces thèmes lyriques sont spécifiques au sludgecore et n'ont généralement rien à voir avec ceux utilisés dans les autres genres de doom metal. Le style est lancé au début des années 1990 par des groupes tels que Eyehategod, Crowbar, Buzzov•en, Acid Bath, et Grief.

### Stoner doom
Le stoner doom est un style musical hybride entre le doom traditionnel et le stoner rock. Parmi les groupes caractéristiques du genre, on peut citer Cathedral, Sleep, Electric Wizard, Acid King, High on Fire, Om et YOB.